# Verdrag van Batoemi
De Verdragen van Batoemi werden op 4 juni 1918 in de Georgische stad Batoemi ondertekend tussen het Ottomaanse Rijk en elk van de drie Transkaukasische staten, namelijk de Republiek Armenië, de Democratische Republiek Azerbeidzjan en de Democratische Republiek Georgië. Voor Armenië en Azerbeidzjan was dit het eerste verdrag. De verdragen traden feitelijk niet in werking door het gebrek aan ratificatie in de Transkaukasische staten en de capitulatie van de Ottomanen in de Eerste Wereldoorlog.

## Achtergrond
Na de revoluties van 1917 ontstond in Transkaukasië een periode van geopolitieke instabiliteit door het feitelijk wegvallen van de macht van het Keizerrijk Rusland over de regio. De naties in Transkaukasië organiseerden zichzelf om de lokale maar ook regionale internationale uitdagingen aan te kunnen pakken. Het uitvoerende Transkaukasisch Commissariaat werd opgericht, die onder meer acteerde als platform van de Transkaukasische naties om hun territoriale belangen tegen het Ottomaanse Rijk te behartigen.

### Wapenstilstand van Erzincan
Het gevolg van de revolutie in Rusland was de massale terugtrekking van Russische troepen uit Oost-Anatolië die betrokken waren bij de Kaukasusveldtocht, waardoor het zuidwesten van Transkaukasië onverdedigd raakte en de Ottomanen de kans gaf de vooroorlogse grenzen te herstellen. Op 5 december 1917 werd een wapenstilstand in Erzincan overeengekomen tussen de Ottomanen en het Transkaukasisch Commissariaat, die formeel een einde maakte aan de gevechten in de Kaukasus. Desondanks gingen de Turken door met hun offensieve operaties, waarbij ze profiteerden van het onsamenhangende Transkaukasische front. In februari 1918 veroverde Enver Pasja's leger een groot gebied.

### Vrede van Brest-Litovsk
Op 3 maart 1918 werd de Vrede van Brest-Litovsk gesloten tussen de Russische SFSR en de centrale mogendheden, wat het einde van de Russische deelname aan de Eerste Wereldoorlog betekende. In het verdrag had Sovjet-Rusland ermee ingestemd de provincies Batoemi, Ardahan en Kars te evacueren, wat feitelijk de weg vrij maakte voor de Ottomanen deze gebieden in te nemen. Dit betekende vooral voor de Georgiërs en Armeniërs het verlies van substantiële delen van territorium dat zij claimden en die sinds de Vrede van San Stefano van 1878 nog aan Rusland waren toegekend. Het Transkaukasisch Commissariaat weigerde dan ook het aan hen opgelegde verdrag van Brest-Litovsk te erkennen.

### Conferentie van Trabzon

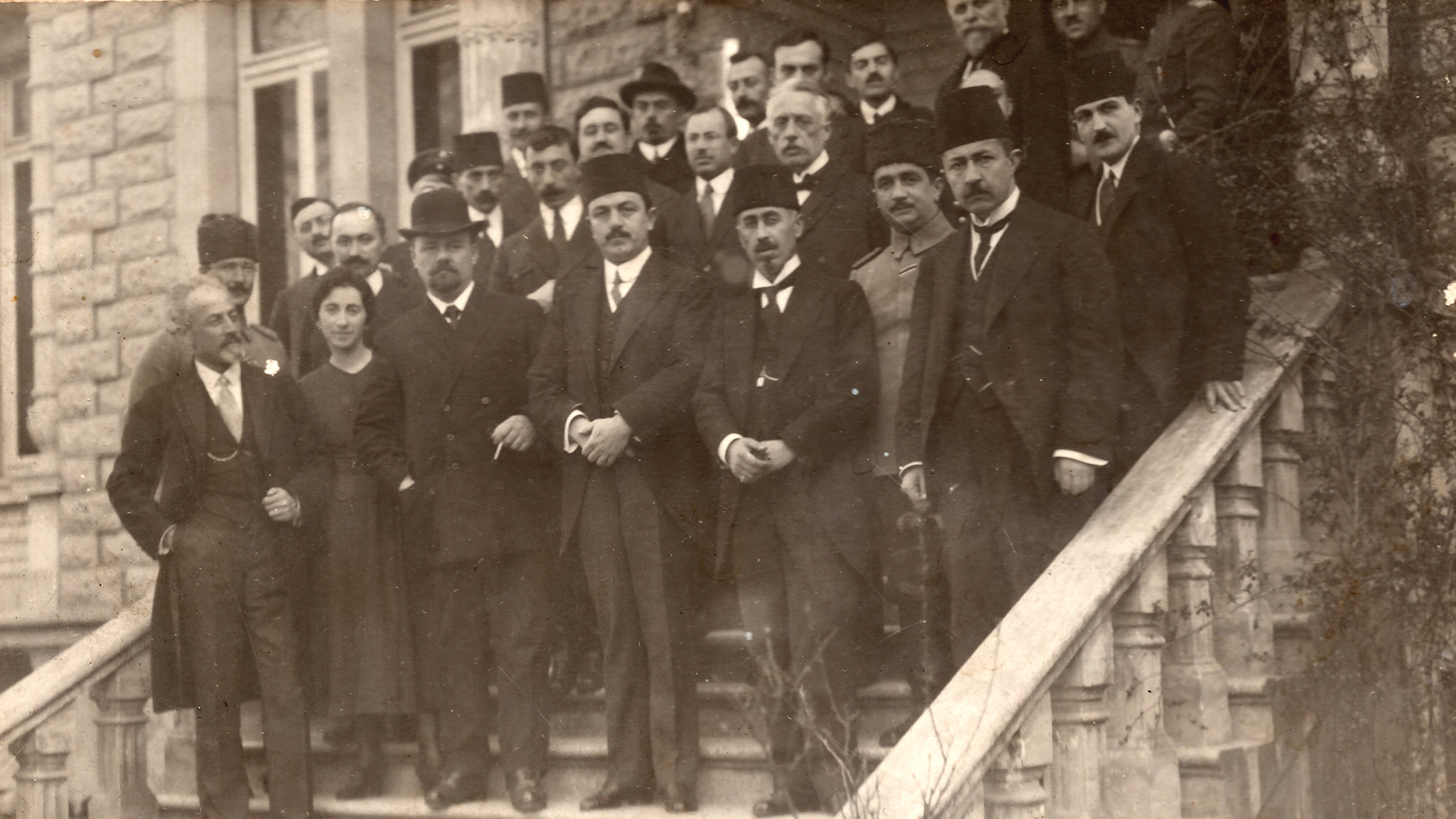
Deelnemers aan de conferentie van Trabzon.

Vanaf 14 maart 1918 werd in Trabzon onderhandeld tussen de Ottomanen en de Transkaukasische regering onder leiding van buitenlandminister Akaki Tsjchenkeli om tot een territoriaal vergelijk te komen over de zogeheten "drie districten". Op 31 maart 1918 bezetten de Ottomanen de Georgische stad Batoemi als drukmiddel en troffen voorbereidingen voor een vervolgoffensief naar het noorden van het oblast Batoemi en Goeria als ultimatum aan de Transkaukasische Federatie om territoriale concessies te doen. In de eerste week van april 1918 liep het offensief uit op de Slag bij Tsjoloki, de rivier die de grens met Goeria vormt, waar de Georgiers stevige weerstand boden.

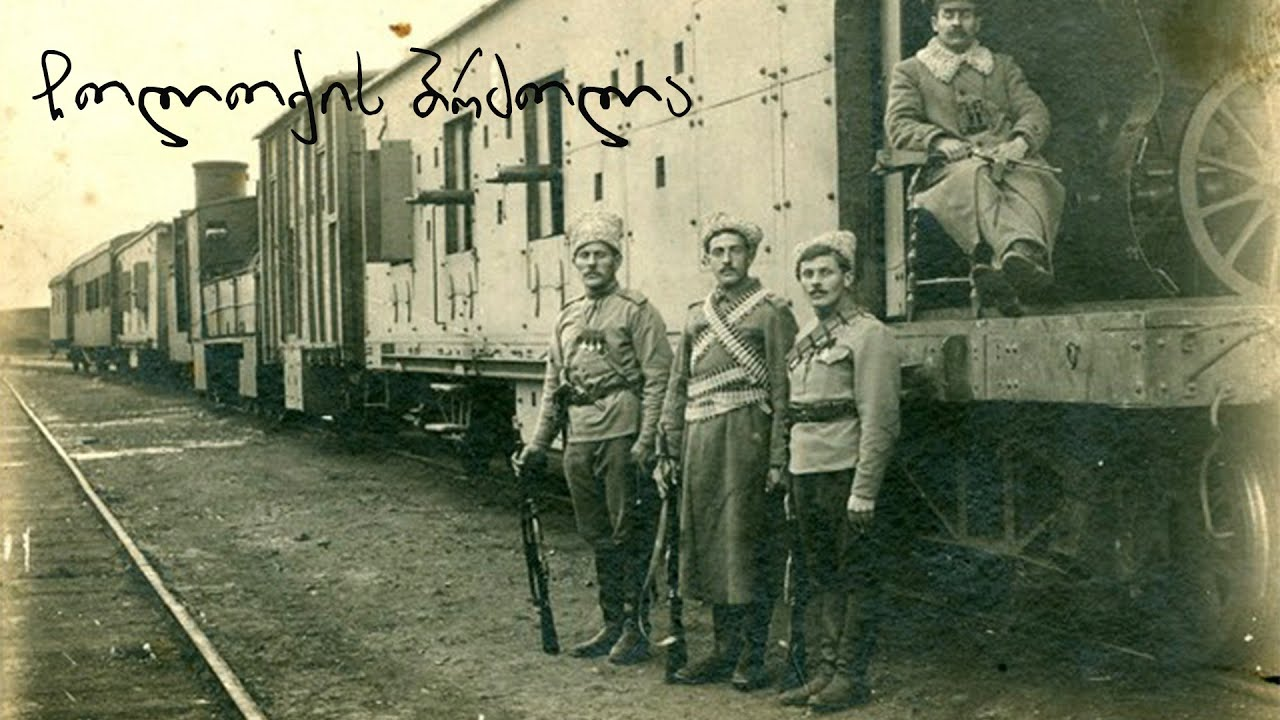
Georgische bepantserde trein.

Enver Pasja bood aan alle ambities in de Kaukasus op te geven in ruil voor de erkenning van de Ottomaanse herovering van de Oost-Anatolische provincies tijdens Brest-Litovsk. Tsjchenkeli aanvaardde op 5 april 1918 het verdrag van Brest-Litovsk als basis voor verdere onderhandelingen en spoorde hij de Transkaukasische bestuursorganen aan om dat standpunt te aanvaarden. De stemming in Tbilisi was heel anders, waar de Armeense leden van de Transkaukasische Sejm dwarslagen. De Ottomanen gingen vervolgens over tot militaire actie en bezetten de drie provincies. De Transkaukasische regering beëindigde de onderhandelingen in Trabzon diezelfde dag en begon een mobilisatie van hun troepen. Op 22 april 1918 werd de onafhankelijkheid van de Transkaukasische Democratische Federatieve Republiek uitgeroepen.

## Conferentie van Batoemi

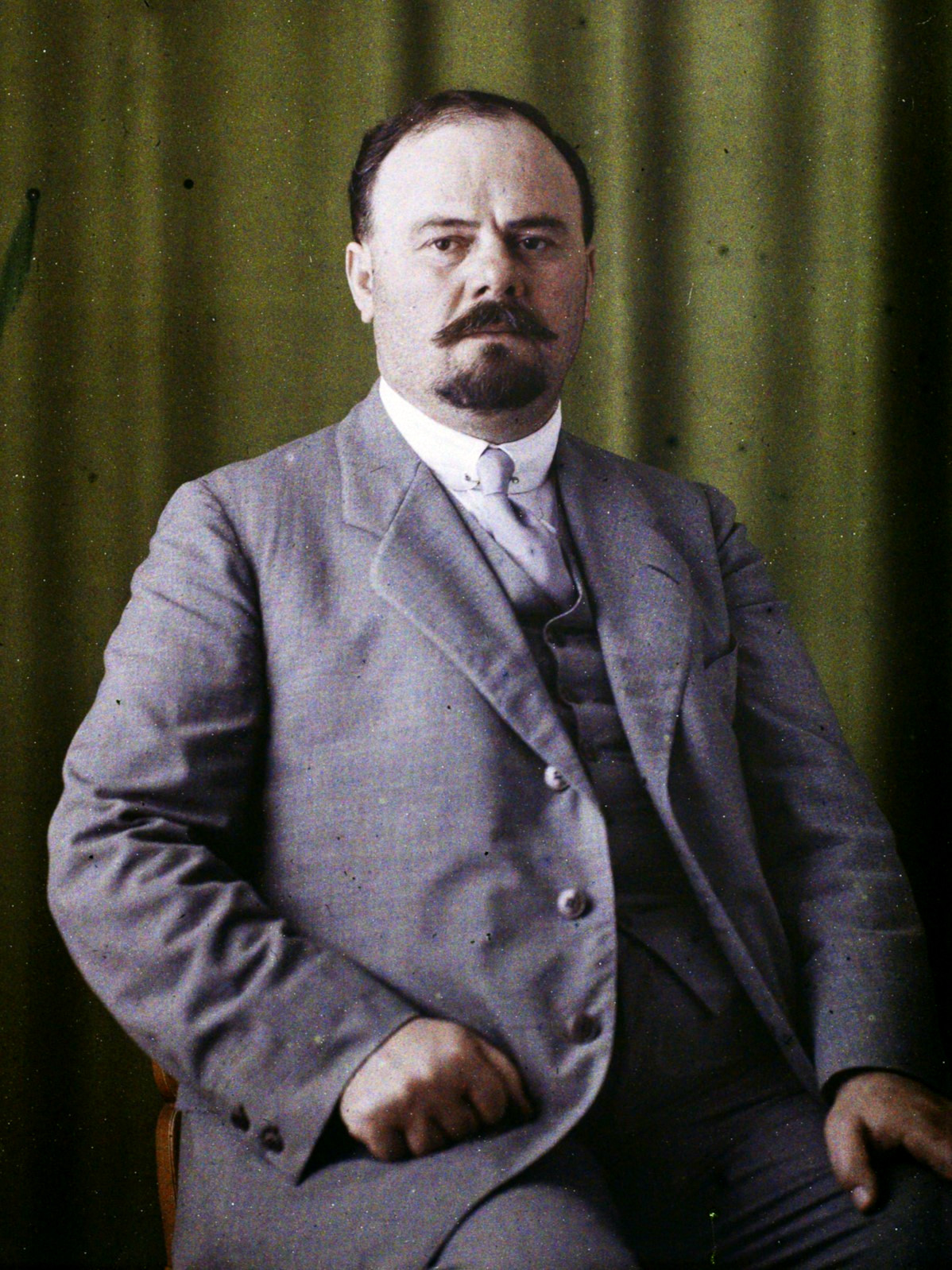
De Georgische Akaki Tsjchenkeli leidde de Transkaukasische delegatie in Batoemi.

Op 23 april 1918 informeerde Akaki Tsjchenkeli de Ottomanen over het voornemen van zijn regering om het verdrag van Brest-Litovsk te erkennen als basis voor vrede en stemde hij in met gesprekken in Batoemi, die op 11 mei 1918 zouden beginnen. Tsjchenkeli leidde de Transkaukasische delegatie, terwijl de Ottomaanse delegatie onder leiding stond van de minister van Justitie en waarnemend minister van Buitenlandse Zaken Halil Menteşe. Ze werden vergezeld door een delegatie van de Bergrepubliek van de Noordelijke Kaukasus onder leiding van Haidar Bamat en een Duitse waarnemersmissie onder leiding van Otto von Lossow en Friedrich-Werner von der Schulenburg.
Terwijl de Transkaukasische Federatie ervan uitging dat Brest-Litovsk de basis zou vormen voor een vredesverdrag, kreeg de Ottomaanse delegatie instructies van haar regering om nog meer grondgebied te eisen en van de Transkaukasische Federatie een Ottomaans protectoraat te maken. De Ottomanen presenteerden op de conferentie hun nieuwe eisen aan de Transkaukasische delegatie, waarbij ze het gezag over Tbilisi, Alexandropel (Gjoemri) en  Etsjmiadzin opeisten alsmede de controle over de spoorlijnen van Kars en Julfa via Tbilisi naar Bakoe. De onderhandelingen werden gedurende twee weken voortgezet via een uitwisseling van nota's.
Vanaf begin mei bereidde het Ottomaanse leger zich voor op een nieuwe opmars naar de Zuidelijke Kaukasus als extra drukmiddel om de eisen op te leggen. Na de weigering van de Transkaukasische delegatie om de Ottomaanse voorwaarden te accepteren, lanceerde het Ottomaanse leger op 15 mei een aanval op Alexandropel en een week later trok het Ottomaanse leger opnieuw op naar Armeense gebieden.
De Armeniërs en Georgiërs wilden dat de Ottomanen hun opmars naar het noorden en oosten zouden stoppen en zich zouden houden aan de afgesproken grens in het Verdrag van Brest-Litovsk. De Azerbeidzjanen wilden juist meer Ottomaanse invloed in de regio. Het schisma over de Turkse rol in de regio betekende het einde van de federatie. Op aangeven van de Duitsers verklaarden de Georgiërs zich op 26 mei 1918 onafhankelijk en werd de Democratische Republiek Georgië uitgeroepen. Twee dagen later volgden de Republiek Armenië en de Democratische Republiek Azerbeidzjan, waarmee de Transkaukasische federatie ophield te bestaan.

## Verdragen
De drie nieuwe republieken ondertekenden op 4 juni 1918 elk een aparte bilaterale overeenkomst met het Ottomaanse Rijk. Voor Armenië en Georgië waren dit vredes- en vriendschapsverdragen en betekenden de Ottomaanse erkenning van beide landen. Voor Azerbeidzjan was het alleen een vriendschapsverdrag. Op 8 juni 1918 werd een soortgelijk verdrag met de Bergrepubliek van de Noordelijke Kaukasus getekend. De verdragen bepaalden onder meer de afbakening van de grenzen tussen Turkije en de Transkaukasische republieken. Verder werden er afspraken gemaakt over grensoverschrijdende handel en het gebruik van de oliepijpleiding tussen Bakoe en Batoemi. Aanvullende afspraken werden gemaakt over de status van moslims die in Armenië en Georgië woonden.

### Georgië
Voor Georgië betekende het verdrag de de jure Turkse erkenning van de onafhankelijkheid, maar het moest de districten Achaltsiche, Achalkalaki en het zuidelijke deel van Bortsjalo (Lori) aan Turkije afstaan, een terugkeer naar de Turkse grens van het Verdrag van Adrianopel uit 1829. Daarnaast moest Georgië gedeeltelijk ontwapend worden tot er overeenstemming zou worden bereikt over de grootte van het leger, buitenlandse militairen van landen in oorlog met Turkije moesten het land verlaten en de spoorwegen zouden door de Turken gebruikt mogen worden, waarbij de Turken het recht voorbehielden ook de militaire bescherming daarvan op zich te nemen.
De Georgiërs ratificeerden het verdrag niet, in afwachting van de uitkomst van de Conferentie van Constantinopel (1918), waardoor het verdrag nooit in werking trad. Daarnaast waren de grenzen nog niet definitief vastgesteld. Georgië claimde het grondgebied van alle Georgische koninkrijken en vorstendommen die sinds 1801 onder Russisch protectoraat waren geplaatst, evenals de Georgische gebieden die door het Ottomaanse Rijk aan Rusland waren afgestaan onder het Verdrag van Adrianopel (1829) en de Vrede van Berlijn (1878).

### Armenië
Voor Armenië betekende het verdrag net als bij Georgië de de jure Turkse erkenning van de onafhankelijkheid, waarbij grenzen werden afgebakend. Armenië moest afstand doen van claims op Kars, Achaltsiche, Achalkalaki en Bortsjalo, die met uitzondering van Kars ook door Georgië geclaimd werden. Ook de provincies Alexandropel en Etsjmiadzin, het zuiden van Jerevan en Sjaroer, en het grootste deel van Nachitsjevan werden in het verdrag aan Turkije afgestaan. De spoorlijn Alexandropel-Julfa kwamen onder Turkse controle. De grens tussen Armenië en Azerbeidzjan moest door een speciale commissie worden afgebakend. Verder beloofde Armenië er alles aan te doen om gewapende groepen op zijn grondgebied te ontbinden, wat bedoeld was tegen milities die een 'groot Armenië' op Turks grondgebied nastreefden.

### Azerbeidzjan
De Ottomanen erkenden Azerbeidzjan in tegenstelling tot de andere twee Transkaukasische landen niet als onafhankelijke staat. Niettemin, behield in het verdrag wel al zijn grondgebied en kreeg het Turkse militaire garanties voor het herstel van de veiligheid en orde indien nodig.

## Gevolg
De verdragen werden door de Transkaukasische landen niet geratificeerd waardoor ze nooit in werking traden. Enkele dagen na ondertekening arriveerden duizenden Duitse troepen van de Duitse Kaukasusexpeditie in Georgië, als gevolg van de Georgisch-Duitse afspraken in het op 28 mei 1918 afgesloten Verdrag van Poti, waardoor Georgië de Ottomaanse uitvoering ook kon voorkomen. Toen de Turkse troepen posities in wilden nemen langs de Georgische spoorwegen, in lijn met het verdrag van Batoemi, stonden de Georgische troepen dit niet toe, verwijzend naar Duitse orders.
De verdragen droegen bij aan de Turkse expansie in de Zuidelijke Kaukasus en de succesvolle opmars via Armenië naar Bakoe en Dagestan in 1918.